# Antoni Robert Stanisławski
Antoni Robert Stanisławski (ur. 13 czerwca 1817 w Stawyszczach, zm. 9 sierpnia 1883 w Białej Cerkwi) – polski prawnik i tłumacz. Ojciec malarza Jana Stanisławskiego.

## Biografia
Ukończył studia prawnicze na Cesarskim Uniwersytecie Kazańskim. Doktoryzował się w 1851 roku. W 1853 został przeniesiony na uniwersytet w Charkowie. W 1858 wybrano go dziekanem wydziału, zaś w 1866 zastępcą rektora. Od 1869 wykładał ponownie na uniwersytecie w Kazaniu. Stanisławski dokonał przekładu Boskiej komedii Dantego, który opublikował w 1870. Był żonaty z Karoliną Olszewską, z którą miał czworo dzieci. Zmarł w Białej Cerkwi 9 sierpnia 1883 roku.